# Inverno (film)
Inverno (Winter) è un film del 1930 diretto da Burt Gillett. È un cortometraggio animato della serie Sinfonie allegre, prodotto dalla Walt Disney Productions e uscito negli Stati Uniti il 30 ottobre 1930, distribuito dalla Columbia Pictures.